# Domaszkowice
Domaszkowice is een plaats in het Poolse district  Nyski, woiwodschap Opole. De plaats maakt deel uit van de gemeente Nysa en telt 633 inwoners.